# Dauwtrappen

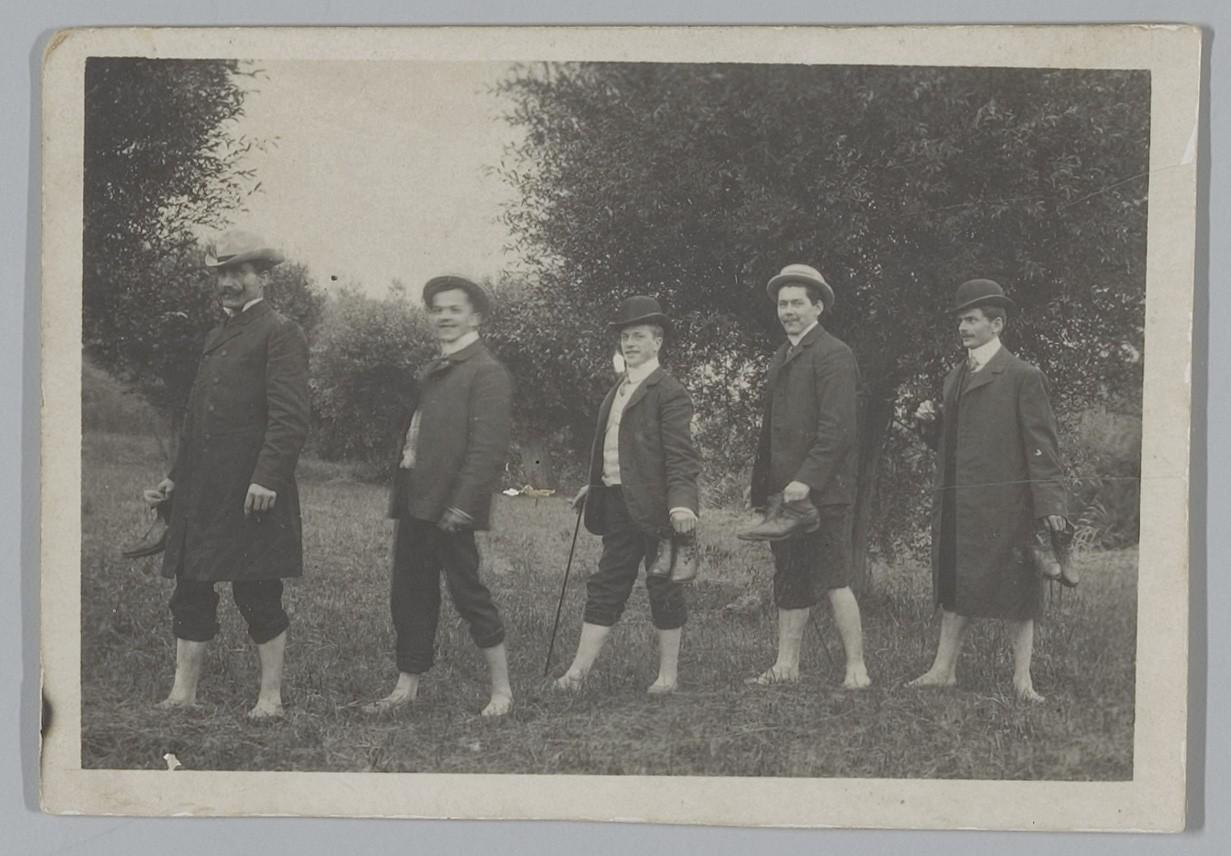
Dauwtrappen door een groepje Amsterdamse effectenhandelaren in 1911

Dauwtrappen is in Nederland de term voor de gewoonte om in het voorjaar, op Hemelvaartsdag, 1 mei, of de eerste zondag in mei vroeg op te staan en vervolgens, gewoonlijk in groepsverband, een wandeling of fietstocht door het buitengebied te maken. In vroeger tijden liep men dan een stukje door de bedauwde velden. Deze traditie gaat mogelijk terug tot de Germaanse tijd en heeft geen verband met het christendom. Het dauwtrappen zou oorspronkelijk bedoeld zijn om de heropleving van de natuur te vieren en de dauw op het gras zou een zuiverende werking hebben.

## Dauwtrappen en Hemelvaartsdag
De tradities van dauwtrappen en Hemelvaartsdag werden of worden in bepaalde streken in Nederland samen gevierd. Zeer vroeg in de ochtend werden processies gehouden. In een aantal Noord-Brabantse dorpen bestaat een traditie waarbij een muziekkorps rond zes uur 's ochtends door het dorp gaat. In West-Brabantse grensdorpen trekt de muziek naar het dichtstbij gelegen dorp in Vlaanderen, waar ook gespeeld en ontbeten wordt, gevolgd door aubades in diverse cafés. Tot in de jaren 1970 werden deze bezoeken aangevangen met een bezoek aan de eerste mis in het Vlaamse dorp, maar vanwege ontkerkelijking en het feit dat de muzikanten vanwege vroeg drankgebruik vaak luidruchtig waren raakte dit in onbruik. In het openluchttheater van Hertme in Overijssel wordt jaarlijks op de vroege morgen van Hemelvaartsdag een dauwtrappersmis gevierd.